# Statistika trhu práce
Český statistický úřad zjišťuje ve Výběrovém šetření pracovních sil (VŠPS) výši a strukturu zaměstnanosti, nezaměstnanosti a podzaměstnanosti v ČR. Zjištěné a zveřejňované výsledky jsou připraveny podle mezinárodních definic a doporučení Mezinárodní organizace práce (ILO). 
Údaje o celkové zaměstnanosti a nezaměstnanosti spolu s údaji o ekonomicky neaktivním obyvatelstvu umožňují kvantifikovat výši a strukturu disponibilní pracovní síly z hlediska současného stavu a možností dalšího vývoje. Propojení širokého okruhu otázek o sociální a demografické charakteristice respondentů a jejich domácností poskytuje množství potřebných informací pro instituce odpovědné za koncepční usměrňování sociální a zaměstnanecké politiky. 